# ریده
ریده (به آلمانی: Riede) یک شهر در آلمان است که در Thedinghausen واقع شده‌است. ریده ۲٬۷۴۶ نفر جمعیت دارد.